# L'apostolato popolare
L'apostolato popolare fu un foglio fondato e diretto da Giuseppe Mazzini.
Il giornale recava sotto il titolo, sormontato dalla iniziali G.I., i motti Dio e il popolo e Lavoro e frutto proporzionato. Il fondo del primo numero, Agli italiani e specialmente agli Operai Italiani, esponeva la necessità di costituire un'associazione dei lavoratori. Giuseppe Mazzini vi pubblicò i primi quattro capitoli della sua opera più celebre, i Doveri dell'uomo. Il giornale recava poi biografie e diede notizia della costituzione di un sindacato degli operai italiani.
Secondo Piero Cironi arrivò ad avere 3000 copie di tiratura con abbonati in tutti gli ambienti dell'emigrazione italiana dall'Algeria agli Stati Uniti (fra cui anche due ufficiali della marina austriaca: i fratelli Emilio e Attilio Bandiera).
In tutto uscirono 12 fascicoli: il primo numero uscì il 10 novembre 1840 e fino al 3 febbraio 1843 i primi dieci numeri furono pubblicati a Londra; gli ultimi due uscirono a Parigi.